# Los Teen Tops
Los Teen Tops est un groupe mexicain de rock, originaire de Mexico, actif entre 1958 et 1999. Il connait d'importants succès musicaux au début des années 1960 dans différentes parties de l'Amérique latine, de l'Espagne et des États-Unis. Ils sont principalement connus dans leur pays natal, où ils sont considérés comme un groupe de rock emblématique et des pionniers du mouvement rock 'n' roll en espagnol,.

## Histoire
Le groupe se forme à la fin des années 1950 et commence à jouer dans des cafés de la capitale mexicaine. Les frères Armando « Manny » Martínez (batterie) et Jesús « El Tutti » Martínez (guitare solo) font partie des fondateurs, tout comme Sergio Martell (piano) et Rogelio Tenorio (basse). Enrique Guzmán les rejoint plus tard.
Après s'être produits lors de fêtes de famille et d'école, ils ont l'occasion d'enregistrer leur premier disque grâce à J. Jesús Hinojosa de Columbia Mexico. Leur premier single, datant de mai 1960, contient La Plaga (Good Golly Miss Molly) et El rock de la cárcel (Jailhouse Rock), des reprises de chansons d'interprètes américains tels qu'Elvis Presley, Little Richard et Bill Haley ayant eu une grande influence sur leur travail.
Les titres Confidente de secundaria, Buen rock esta noche, Lucila et Rey Criollo sont présents sur leur premier album, avec lequel ils se font remarquer sur la scène du rock 'n' roll mexicain. Entre 1961 et 1962, ils sortent trois nouvelles productions qui renforcent leur popularité auprès de la jeunesse mexicaine grâce à des chansons comme Anoche no dormí, Rock nena linda, Presumida et Popotitos. À cette époque, il y a déjà des changements dans le groupe, Enrique Guzmán développant simultanément une carrière solo, alors remplacé au chant par Julio Carranza sur certaines chansons. En 1961, Guzmán se consacre pleinement à sa carrière personnelle, et Gastón Garcés, César Cervera et Ken Smith deviennent les nouveaux chanteurs du groupe.
L'année 1964 marque l'arrivée de la « vague anglaise » (british wave), de nouveaux instruments, de nouveaux rythmes et de nouvelles façons de jouer de la basse et du requinto. Elle marque également la baisse de popularité des Teen Tops et d'autres groupes contemporains tels que Los Locos del Ritmo et Los Rebeldes del Rock (es), qui ne sont plus capables de faire des hits comme quelques années auparavant.
En 1965, Los Teens Tops est dissout, mais le groupe revient sur scène à plusieurs reprises et, pendant quelques années, donne des concerts dans le cadre de La Caravana del Rock and Roll. Sergio Martell décède en 1968 et Gastón Garcés en 2010.